# Cyklamen

Mapa zasięgu różnych gatunków (kliknij)

Cyklamen (Cyclamen L.) – rodzaj roślin z rodziny pierwiosnkowatych. Należy do niego 20 gatunków. Występują one w basenie Morza Śródziemnego, zwłaszcza w jego wschodniej części, poza tym w południowo-zachodniej Azji (po północny Iran). Jeden gatunek odkryty został w północno-wschodniej Somalii. W Polsce rośnie dziko jeden gatunek – cyklamen purpurowy C. purpurascens, ale jego status we florze jest niepewny.
Rośliny te zasiedlają kamieniste zarośla twardolistne, łąki alpejskie, widne lasy w miejscach skalistych, szczeliny skalne. Są to rośliny długowieczne – dzięki bulwom mogą żyć przez co najmniej 100 lat. Niektóre gatunki uprawiane są jako ozdobne. Liczne odmiany uzyskano zwłaszcza z cyklamena perskiego C. persicum. Bulwy cyklamena bluszczolistnego C. hederifolium wykorzystywano do leczenia łysienia.

## Morfologia
PokrójByliny wytwarzające okrągłe bulwy rozwijające się tuż nad lub pod powierzchnią ziemi. Osiągać mogą u starych roślin ponad 30 cm średnicy.
LiścieMięsiste, sercowate, często z ciemnymi lub jasnymi plamami na górnej stronie blaszki. Długoogonkowe, ale rozpostarte zwykle tuż nad gruntem.
KwiatyBiałe, różowe lub czerwone. Wyrastają pojedynczo na szczytach pędów i są skierowane w dół, ale 5 ich płatków korony jest skręconych i pionowo wywiniętych do góry. Kielich zrosłodziałkowy, z 5 ząbkami na szczycie. Pręcików jest 5, wystają do połowy z rurki korony, są równe, ich nitki są szerokie. Zalążnia górna, z pojedynczą komorą i szyjką.
OwoceKulistawe torebki z licznymi, lepkimi nasionami.

## Systematyka
Pozycja systematyczna
Rodzaj z podrodziny borowicowych (myrsinowych) Myrsinoideae, rodziny pierwiosnkowatych Primulaceae.
Wykaz gatunków
- Cyclamen africanum Boiss. & Reut.
- Cyclamen alpinum Dammann ex Sprenger
- Cyclamen balearicum Willk.
- Cyclamen cilicium Boiss. & Heldr. – cyklamen cylicyjski
- Cyclamen colchicum (Albov) Correvon
- Cyclamen coum Mill. – cyklamen dyskowaty
- Cyclamen creticum (Dörfl.) Hildebr.
- Cyclamen cyprium Kotschy
- Cyclamen graecum Link – cyklamen grecki
- Cyclamen hederifolium Aiton – cyklamen bluszczolistny
- Cyclamen intaminatum (Meikle) Grey-Wilson
- Cyclamen libanoticum Hildebr. – cyklamen libański
- Cyclamen mirabile Hildebr. – cyklamen przedziwny
- Cyclamen parviflorum Pobed. – cyklamen drobnokwiatowy
- Cyclamen persicum Mill. – cyklamen perski
- Cyclamen pseudibericum Hildebr. – cyklamen nibyhiszpański
- Cyclamen purpurascens Mill. – cyklamen purpurowy
- Cyclamen repandum Sm. – cyklamen położony
- Cyclamen rohlfsianum Asch.
- Cyclamen somalense Thulin & Warfa

## Zastosowanie
W krajach o cieplejszym klimacie cyklameny uprawiane są w ogrodach, zwłaszcza skalnych. Popularne w uprawie są różne odmiany cyklamena perskiego. W Polsce do uprawy gruntowej nadaje się głównie cyklamen purpurowy, który jest wystarczająco mrozoodporny. Niektóre cyklameny (zwłaszcza perski) uprawiane są jako rośliny pokojowe.